# Amy Austin
Amy T. Austin (geb. 14. Mai 1966) ist eine US-amerikanisch-argentinische Ökologin und Professorin an der Universität Buenos Aires. Sie befasst sich mit Ökosystemökologie, biogeochemischen Kreisläufen und den Auswirkungen des globalen Wandels auf terrestrische Ökosysteme.

## Leben
Austin schloss im Jahr 1988 ein Bachelorstudium der Umweltwissenschaften an der Willamette University an und promovierte 1997 in Biologischen Wissenschaften an der Stanford University. Nach einem Postdoktorat der National Science Foundation (NSF) von 1997 bis 1999 zog sie nach Argentinien, wo sie am Institut für physiologische und ökologische Forschung im Zusammenhang mit der Landwirtschaft (IFEVA) der Universität Buenos Aires und des CONICET forscht. Seit 2012 ist sie dort außerordentliche Professorin für Ökologie und seit 2013 wird sie durch das CONICET als leitende Wissenschaftlerin (investigadora principal) gefördert.

## Wirken
Austins Forschung konzentriert sich auf die biogeochemischen Kreisläufe, insbesondere Kohlenstoff- und Stickstoffzyklen, in terrestrischen Ökosystemen. Ein besonderer Schwerpunkt liegt auf den Auswirkungen menschlicher Aktivitäten und der Erderhitzung auf diese Kreisläufe. Ihre Arbeiten haben zur Erforschung der Wechselwirkungen zwischen Pflanzen, Mikroorganismen und Bodenprozessen beigetragen, insbesondere in ariden und semi-ariden Regionen Patagoniens. Austin ist Verfasserin verschiedener Arbeiten über die ökologischen Folgen der Klima- und Biodiversitätskrisen.
Ihre Studien konnten zeigen, dass nicht jede Aufforstung gleichermaßen sinnvoll zur Kohlenstoffspeicherung ist. So verdeutlichte sie am Beispiel der Anpflanzung von Pinus ponderosa in Patagonien, dass exotische Baumarten lokale Ökosysteme negativ beeinflussen können, indem sie die Biodiversität und ökologische Prozesse wie die Zersetzung organischer Substanz verändern. Austin betonte zudem, dass die alleinige Pflanzung von Bäumen als Strategie zur Bekämpfung der Klimakrise oft überschätzt wird und vielmehr tiefgreifendere Maßnahmen zur Verringerung menschengemachter Emissionen notwendig seien.
Austin ist seit 2013 Senior Editor des Journal of Ecology und seit 2008 Herausgeberin von New Phytologist. Seit 2021 ist sie Vollmitglied der Akademie der Wissenschaften Lateinamerikas (ACAL). Überdies setzt sie sich zur besseren regionalen und weltweiten Lösung ökologischer Herausforderungen für internationale Forschungskooperationen ein.
Sie erhielt mehrere Auszeichnungen, darunter 1994 ein NASA Graduate Student Fellowship und 2004 den Early Career Award der Fundación Antorchas. Im Jahr 2015 wurde sie mit dem nationalen L’Oréal-CONICET-Preis und 2018 mit dem L’Oréal-UNESCO-Preis ausgezeichnet.